# Vaiana 2
Vaiana 2 (engelska: Moana 2) är en datoranimerad långfilm från 2024. Den är producerad av Walt Disney Animation Studios och regisserad av Dave Derrick Jr. Filmen är en uppföljare till Vaiana från 2016.
Filmen hade biopremiär i Sverige den 29 november 2024, utgiven av Walt Disney Studios Motion Pictures.

## Rollista

### Engelska originalröster
- Auliʻi Cravalho – Moana / Vaiana[5]
- Dwayne Johnson – Maui[6]
- Temuera Morrison – Tui[7]
- Nicole Scherzinger – Sina[7]
- Khaleesi Lambert-Tsuda – Simea[7]
- Rose Matafeo – Loto[7]
- David Fane – Kele[7]
- Alan Tudyk – Hei hei[8]

### Svenska röster
- Wiktoria Johansson – Moana / Vaiana
- Björn Bengtsson – Maui
- Jamil Drissi – Tui
- Jennifer Brown – Sina
- Ebba Krüger – Simea
- Yamineth Dyall – Loto
- Göran Engman – Kele

## Produktion
Den 10 december 2020 meddelade Walt Disney Animation Studios kreativa chef Jennifer Lee att en musikalserie med titeln Moana, baserad på filmen med samma namn från 2016, var under utveckling i studion för Disney+. Den 4 augusti 2021 rapporterades det att Osnat Shurer skulle återvända som producent. Den 21 januari 2022 tillkännagavs David Derrick Jr. som regissör för serien.
I februari 2024 meddelade Disneys VD Bob Iger att serien hade omarbetats till en film.